# Teucholabis (Euparatropesa) xystophanes
Teucholabis (Euparatropesa) xystophanes is een tweevleugelige uit de familie steltmuggen (Limoniidae). De soort komt voor in het Neotropisch gebied.